# Bomolocha modesta
Bomolocha modesta là một loài bướm đêm trong họ Noctuidae.